# Передбачення землетрусів
Прогноз землетрусів — припущення про те, що землетрус певної магнітуди відбудеться в певному місці в певний час (або в певному діапазоні часу).

## Загальний стан проблеми
Незважаючи на значні зусилля сейсмологів в дослідженнях, поки неможливо дати такий прогноз з точністю до дня чи місяця.
Згідно із загальноприйнятою точкою зору землетруси — це стресове розвантаження тектонічних напруг в земній корі, які накопичуються в ній еволюційно у результаті дії тектонічних зусиль.
До сьогодні ще не існує методів прогнозування точного часу початку землетрусів і тому всі існуючі методи прогнозу землетрусів (шляхом проведення спеціальних науково-дослідних робіт, за допомогою конструкторських технічних засобів, а також передвісників, що побічно вказують на наближення землетрусів), є немов би доповнюючими один одного.
Вчені досі не знають всіх деталей фізичних процесів, пов'язаних із землетрусами, і методи, якими їх можна точно передбачати. Ряд явищ розглядаються зараз як можливі провісники землетрусів:
- зміни в іоносфері;
- різні типи електромагнітних індикаторів, включаючи інфрачервоні і радіохвилі;
- викиди радону;
- дивну поведінку тварин.

Серед методів прогнозування землетрусів особливе місце займає метод за даними сейсморозвідки, так як проходження в гірських породах сейсмічних хвиль залежать від наростання тектонічних напруг в гірських породах. Спостереженнями за швидкостями сейсмічних хвиль, наприклад на геодинамічних полігонах обраних для спостережень в Середній Азії, показали, що перед початком сильного землетрусу швидкості пружних хвиль стають аномальними. Причому в напружених породах заміряють співвідношення розповсюдження швидкостей поперечних (Vp) і поздовжніх (Vs) хвиль в порівнянні з співвідношенням Vp/Vs в ненапружених породах. Але сейсмічний метод потребує постійного протягом десятків років проведення спеціальних сейсморозвідувальних робіт, шляхом постійного провокування сейсмічних хвиль в земній корі штучними вибухами з послідовною їх реєстрацією пересувними і стаціонарними сейсмічними станціями, що як правило, проводяться дуже рідко.
На думку Сейсмологічного співтовариства США, метод прогнозу, який би був підтверджений як вірний, повинен забезпечити очікувану магнітуду з певним доспустімим відхиленням, окреслини певну зону епіцентру, діапазон часу, в який відбудеться ця подія, і ймовірність того, що воно дійсно відбудеться. Дані, на яких заснований прогноз, повинні піддаватися перевірці і результат їх обробки повинен бути відтворений.
Досягнення успіху у довгострокових прогнозах (на роки чи десятиліття) набагато вірогідніше досягнення прогнозу з точністю до місяця. Точні короткострокові прогнози (від годин до дня) в цей час неможливі.

## Історія дослідних програм

### У США
У США проблема прогнозу землетрусів була піднята в середині 1960-х років. Спільно з Японією було проведено ряд конференцій, але ніяких серйозних результатів не було досягнуто аж до створення в 1977 році Національної програми зниження небезпеки землетрусів (англ. National Earthquake Hazards Reduction Program) Однією з її завдань стала розробка технік прогнозу землетрусів і систем раннього попередження. Проте, акценти були зміщені з прогнозу на пом'якшення шкоди у 1990 році.
У 1984 році стартував Паркфільдський експеримент, але йому не вдалося правильно спрогнозувати землетрус на розломі Сан-Андреас. У 1995 році Національна академія наук провела колоквіум «Прогноз землетрусів: виклик для науки», який не зміг дати ніякої нової інформації для прогнозів.
26 липня 2024 року, з посиланням на британське видання Daily Mail, вчені попередили, що на ділянці завдовжки понад 240 км, яка пролягає через штати Міссурі, Арканзас, Теннессі, Кентуккі та Іллінойс, може статися мегаземлетрус. У зоні ризику перебуває близько 11 мільйонів мешканців цих регіонів.
В 2024 році співробітники Геофізичного інституту Аляскінського університету у Фербенксі виявили, що ШІ може ефективно прогнозувати землетруси за кілька днів або навіть місяців до їхнього виникнення. У рамках дослідження вчені з’ясували, що машинне навчання може виявляти маркери перед великими землетрусами, аналізуючи дані з доповідей про стихійні лиха. Для перевірки цієї теорії вони проаналізували два великі землетруси в Алясці та Каліфорнії. Вчені розробили комп’ютерний алгоритм, здатний знаходити аномальні сейсмічні активності на основі зібраних даних.

### У Франції
Французькі дослідники, геофізик Квентін Блетері з університету Лазурного берега та геодезист Жан-Матьє Нокке, розробили прототип системи, що дозволяє передбачити землетрус за кілька годин до його початку. За словами розробників, вони виявили майже непомітні зсуви вздовж зон розломів за 2 години до великих землетрусів. Хоча існуючі системи моніторингу ще не можуть вловити цей сигнал у режимі реального часу, відкриття вказує на майбутнє, де жителі зможуть ховатися в безпечні місця перед найбільш катастрофічними землетрусами.
Блетері та Нокке задалися питанням, чи буде ранній сигнал виділятися, якщо вони об'єднають дані з купи великих землетрусів: 90 із магнітудою більше 7, які відбулися за останні 2 десятиліття. Вони зібрали записи зі станцій GPS поблизу землетрусів, які фіксують рух землі кожні 5 хвилин з точністю до кількох міліметрів. Результатом стало понад 3000 часових рядів руху в 48-годинних вікнах, що призвели до основних розривів.

### В Японії
В Японії програма з прогнозом землетрусів стартувала в 1964 році з п'ятирічним планом. У 1978 програма зайнялася прогнозом землетрусу магнітудою вище 8 в Токаї, поблизу Токіо, який міг би стати найбільшим лихом в історії Японії і всієї світової економіки. Зараз Японія володіє найкращою у світі системою запису сейсмічних хвиль, виявлення деформацій земної кори, вивчення властивостей ґрунтових вод, електромагнітних змін. Все це — частина величезних зусиль у спробі зрозуміти процеси підготовки землетрусів.

## Провісники

### Форшоки
Форшоки — помірні землетруси, які передують сильному. Висока форшокова активність у поєднанні з іншими явищами може служити оперативними передвісником. Так, наприклад, Китайське сейсмологічне бюро на цій підставі почало евакуацію мільйона чоловік за день до сильного землетрусу в Хайченге у 1975 році.
Хоча половині великих землетрусів передують форшоки, із загального числа землетрусів форшоки є лише для 5-10 % землетрусів. Це часто породжує хибні попередження.

## Спроби прогнозів

### Японія
В 1892 році, у японський уряд заснувало «Імперський комітет з дослідження землетрусів» у відповідь на руйнівний Землетрус Нобі (1891) (Міно-Оварі) з M8,0.

### Китай

#### Хайченська евакуація
Після серії форшоків деякі місцеві керівники евакуювали населення. Через деякий час сталося великий землетрус в Хайченге з M7,3. І хоча розмови про можливість такого землетрусу на північному сході Китаю були ще кілька років тому, конкретного прогнозу сформульовано не було.
Тим не менше, Таншаньський землетрус, який за офіційними даними забрав життя 242 тисяч чоловік, передбачити не вдалося. На деякий час це поставило під сумнів дослідження за прогнозом землетрусів.

### Італія
20 вересня 2011 року, шість італійських геофізиків-вулканологів постали перед судом за звинуваченням в нездатності передбачити катастрофічні наслідки землетрусу в Л'Аквілі (2009).

### Франція
В 2023 році, двоє вчених з Інституту досліджень розвитку та Університету Лазурного берега у Франції за результатами проведеного дослідження довели, що теоретично супутники GPS можуть передбачити підземні поштовхи за кілька годин до їх появи. Згідно публікації в Space, зазначається, що для повного успіху супутники GPS повинні бути в 50 разів чутливішими, ніж зараз, аби виявити передвісник землетрусу. Виявляється, що по всьому світу кожні п'ять хвилин тисячі станцій записують свої позиції GPS. Ці спостереження можуть дозволити вченим виявити навіть незначні рухи поверхні Землі. Під час свого дослідження, дослідники обрали місця, які знаходяться навколо відомих місць землетрусів з магнітудою 7 та вище. Вчені проаналізували, як змінювалася їхня позиція протягом 46 годин до появи землетрусу. Також вони підрахували, наскільки добре фактичний рух відповідає руху, який, як вони очікували, розповість про землетрус. Зокрема, ці показники почали збігатися, коли до початку підземних поштовхів залишалося 2 години. Незважаючи на успіх під час дослідження, сейсмологи ще дуже далекі до того, аби перетворити це на засіб прогнозування початку землетрусів. Адже сучасні інструменти не настільки досконалі, щоб фактично зафіксували цей рух. Своєю чергою дане відкриття вчених доводить, що землетруси не є хаотичними та миттєвими явищами, спричиненими різкими рухами розломів, а можуть мати елементи-попередники. 